# クエストコーポレーション
株式会社クエストコーポレーションは、ドローン等無線操縦関連の機器を開発、生産する長野県上高井郡小布施町の企業。

## 概要
1989年に創業して当初は産業用の装置を開発、生産していたが、徐々に無線操縦関連の製品が主力になり、現在ではドローンや無線操縦ヘリコプター関連の製品の開発、生産が主軸になる。

## 製品

### 無線操縦ヘリコプター
京商（株）からCALIBERブランドの業務移管により、パーツ製造・販売等を手掛ける。

### ドローン
「QUEST Drones」の名称でドローンを開発、生産する。